# Taekwondo nos Jogos Pan-Americanos de 1995
As competições de taekwondo nos Jogos Pan-Americanos de 1995 foram realizadas em Mar del Plata, Argentina. Esta foi a terceira edição do esporte nos Jogos Pan-Americanos, sendo a primeira com participação feminina.

## Masculino

### Até 50 kg
| POSIÇÃO             | NOME                  |
| ------------------- | --------------------- |
|                     | Carlos Ayala (MEX)    |
|                     | Luis Pinto (ARG)      |
|                     | Sherland Flores (TRI) |
| Reynaldo Ross (CUB) |                       |

### Até 54 kg
| POSIÇÃO              | NOME                  |
| -------------------- | --------------------- |
|                      | Rubén Palafox (MEX)   |
|                      | Samuel Pejo (USA)     |
|                      | Manuel Chamorro (ARG) |
| Alexei Pedroso (CUB) |                       |

### Até 58 kg
| POSIÇÃO                | NOME                |
| ---------------------- | ------------------- |
|                        | Rafael Zúñiga (MEX) |
|                        | Yosvani Pérez (VEN) |
|                        | Pedro Carazo (CRC)  |
| Fernando Ramírez (ARG) |                     |

### Até 64 kg
| POSIÇÃO                | NOME                      |
| ---------------------- | ------------------------- |
|                        | Alejandro Hernando (ARG)  |
|                        | Clayton Barber (USA)      |
|                        | Agostino dos Santos (CAN) |
| Ivens Valladares (CUB) |                           |

### Até 70 kg
| POSIÇÃO                | NOME                 |
| ---------------------- | -------------------- |
|                        | Roberto Abreu (CUB)  |
|                        | Quidio Quero (VEN)   |
|                        | Sergio Curdena (CHI) |
| Sébastian Zapata (ARG) |                      |

### Até 76 kg
| POSIÇÃO               | NOME                   |
| --------------------- | ---------------------- |
|                       | Arturo Utria (CUB)     |
|                       | Mario Bonilla (GUA)    |
|                       | Regilio Goedhoop (SUR) |
| Stephen Goodwin (CAN) |                        |

### Até 83 kg
| POSIÇÃO              | NOME                        |
| -------------------- | --------------------------- |
|                      | Víctor Estrada (MEX)        |
|                      | Alfredo Peterson (PAN)      |
|                      | Milton Eliecer Castro (COL) |
| Anibal Cintron (PUR) |                             |

### Mais de 83 kg
| POSIÇÃO             | NOME                |
| ------------------- | ------------------- |
|                     | Nelson Saenz (CUB)  |
|                     | Lucio Fleitas (BRA) |
|                     | Paris Amani (USA)   |
| Julio Vázquez (DOM) |                     |

## Feminino

### Até 43 kg
| POSIÇÃO                | NOME                    |
| ---------------------- | ----------------------- |
|                        | Liliana Aguirre (MEX)   |
|                        | Yanet Puerto (CUB)      |
|                        | Yoom Kyung-Chaing (USA) |
| Patricia Santana (ARG) |                         |

### Até 47 kg
| POSIÇÃO                  | NOME               |
| ------------------------ | ------------------ |
|                          | Betsy Ortíz (PUR)  |
|                          | Yunia Cruz (CUB)   |
|                          | Miranda Hall (CAN) |
| Mariela Valenzuela (ARG) |                    |

### Até 51 kg
| POSIÇÃO             | NOME                    |
| ------------------- | ----------------------- |
|                     | Eliana Pantoja (VEN)    |
|                     | Rosanne Forget (CAN)    |
|                     | Patricia Mariscal (MEX) |
| Cheryl Sankar (TRI) |                         |

### Até 55 kg
| POSIÇÃO                | NOME                      |
| ---------------------- | ------------------------- |
|                        | Oly Padron (VEN)          |
|                        | Alejandra Chancalay (ARG) |
|                        | Niuris Díaz (CUB)         |
| Veronica Márquez (MEX) |                           |

### Até 60 kg
| POSIÇÃO             | NOME                  |
| ------------------- | --------------------- |
|                     | Sonallis Mayan (CUB)  |
|                     | Elizabeth Evans (USA) |
|                     | María Bejarano (COL)  |
| Paola Viveros (PAR) |                       |

### Até 65 kg
| POSIÇÃO            | NOME                 |
| ------------------ | -------------------- |
|                    | Vanina Sánchez (ARG) |
|                    | Lazara Zayas (CUB)   |
|                    | Ohdra Malpica (VEN)  |
| Diana Martin (USA) |                      |

### Até 70 kg
| POSIÇÃO           | NOME                  |
| ----------------- | --------------------- |
|                   | Monica del Real (MEX) |
|                   | Natalia Aliajao (ARG) |
|                   | Ursula Guimet (PER)   |
| Marcia King (CAN) |                       |

### Mais de 70 kg
| POSIÇÃO            | NOME                     |
| ------------------ | ------------------------ |
|                    | Adriana Carmona (VEN)    |
|                    | Robin Humphrey (USA)     |
|                    | Dominique Bosshart (CAN) |
| Yudelki Popo (CUB) |                          |

## Quadro de medalhas
| Posição | Nação                    |    |    |    | Total |
| ------- | ------------------------ | -- | -- | -- | ----- |
| 1       | MEX México               | 6  | 0  | 2  | 8     |
| 2       | CUB Cuba                 | 4  | 3  | 5  | 12    |
| 3       | VEN Venezuela            | 3  | 2  | 1  | 6     |
| 4       | ARG Argentina            | 2  | 3  | 5  | 10    |
| 5       | PUR Porto Rico           | 1  | 0  | 1  | 2     |
| 6       | USA Estados Unidos       | 0  | 4  | 3  | 7     |
| 7       | CAN Canadá               | 0  | 1  | 5  | 6     |
| 8       | BRA Brasil               | 0  | 1  | 0  | 1     |
| 8       | GUA Guatemala            | 0  | 1  | 0  | 1     |
| 8       | PAN Panamá               | 0  | 1  | 0  | 1     |
| 11      | COL Colômbia             | 0  | 0  | 2  | 2     |
| 11      | TRI Trinidad e Tobago    | 0  | 0  | 2  | 2     |
| 13      | CHI Chile                | 0  | 0  | 1  | 1     |
| 13      | CRC Costa Rica           | 0  | 0  | 1  | 1     |
| 13      | DOM República Dominicana | 0  | 0  | 1  | 1     |
| 13      | PAR Paraguai             | 0  | 0  | 1  | 1     |
| 13      | PER Peru                 | 0  | 0  | 1  | 1     |
| 13      | SUR Suriname             | 0  | 0  | 1  | 1     |
| Total   | Total                    | 16 | 16 | 32 | 64    |